# Droits de l'homme au Burundi
Les droits de l'homme au Burundi sont protégés par la constitution. En 2022, Freedom House a évalué les droits de l'homme au Burundi à 14 sur 100, ce qui classe le pays comme « non libre ». Le Burundi est cité comme coupable de violations généralisées des droits de l'homme et désigné comme le pays le plus corrompu d'Afrique de l'Est.

## Contexte
Le Burundi est gouverné comme une république démocratique représentative présidentielle, avec une population estimée à 10 557 259 habitants. Le pays a connu une longue histoire de troubles sociaux et de tensions ethniques entre la majorité Hutu et la minorité Tutsi, avec des guerres civiles successives mettant en péril le développement national depuis la décolonisation du Burundi en tant que territoire belge en 1962. Le conflit le plus récent a éclaté en 1993 avec l'assassinat du premier président démocratiquement élu du Burundi, Melchior Ndadaye, et a conduit à des violations à grande échelle des droits de l'homme et à une impunité générale. Conformément à l'Accord d'Arusha (en) d'août 2000, la paix est négociée entre les groupes rebelles du Conseil national pour la défense de la démocratie-Forces pour la défense de la démocratie (CNDD-FDD) et les Forces nationales de libération (FNL), et une nouvelle Constitution est adoptée par référendum national en 2005. La Constitution établit les institutions cognitives de l'État, y compris l'exécutif, le judiciaire et le législatif, en vue de promouvoir l'État de droit et un cadre des droits de l'homme plus convaincant.
En 2010, le parti sortant CNDD-FDD remporte ses deuxièmes élections municipales, malgré des accusations d'intimidation, de fraude, d'incitation à la violence politique et de restriction des libertés d'association et d'expression en période électorale. En conséquence, la légitimité de ces institutions étatiques nouvellement créées est remise en question à la lumière des irrégularités et de la répression des élections. Le principal défi auquel est confrontée la promotion des droits de l'homme au Burundi continue de provenir de la persistance de l'instabilité politique et de la persistance des recours discriminatoires du droit coutumier en l'absence d'un système judiciaire responsable.
Le Burundi a, depuis son indépendance, été cité comme un État coupable de violations généralisées des droits de l'homme. Un rapport de Transparency International de 2010 a désigné le Burundi comme le pays le plus corrompu d'Afrique de l'Est.

## Instruments juridiques internationaux ratifiés par le Burundi
Le Burundi a ratifié et adhéré à un certain nombre d'instruments importants relatifs aux droits de l'homme, notamment le Pacte international relatif aux droits civils et politiques (PIDCP), le Pacte international relatif aux droits économiques, sociaux et culturels (PIDESC), la Charte africaine des droits de l'homme et des peuples (CADHP), la Convention pour la prévention et la répression du crime de génocide (CPPCG) et la Convention contre la torture et autres peines ou traitements cruels, inhumains ou dégradants (CATCIDTP). Les articles 13 à 19 de la Constitution burundaise consacrent ces droits.
À la suite des recommandations d'un Examen périodique universel (EPU) en 2008, le Burundi a ratifié la Convention internationale pour la protection de toutes les personnes contre les disparitions forcées (ICCPED), Protocole facultatif à la Convention sur l'élimination de toutes les formes de discrimination à l'égard des femmes (OP-CEDAW) et le Protocole facultatif à la Convention contre la torture et autres peines ou traitements cruels, inhumains ou dégradants (OPCAT). Au cours de l'EPU, un panel de 41 délégations a salué la ratification par le Burundi d'un nombre substantiel d'instruments internationaux.

## Commission nationale indépendante des droits de l'homme
En 2000, une Commission gouvernementale rudimentaire des droits de l'homme a été mise en place, qui, sur recommandation de l'Examen périodique universel (EPU) de 2008 est devenue la Commission nationale indépendante des droits de l'homme (NIHRC) en 2009. Cependant, l'institution n'a pas encore été accréditée par le Comité international de coordination des institutions nationales des droits de l'homme (en), il lui manque donc l'élément clé de la conformité aux Principes de Paris . Son rôle actuel d'organe d'enquête et d'établissement de rapports reste insatisfait.
Dans un rapport de 2011, Human Rights Watch a appelé le gouvernement à renforcer son soutien à la NIHRC. Le rôle d'une commission nationale est devenu de plus en plus important depuis la fin du mandat du Conseil des droits de l'homme des Nations unies dans le pays en septembre 2011. Cela coïncide avec une augmentation rapide des meurtres à motivation politique et de l'impunité générale dans tout le pays. Le gouvernement burundais, cependant, a été réticent à fournir un soutien financier adéquat à la Commission, de sorte que sa capacité à enquêter sur les violations graves des droits de l'homme est considérablement compromise.

## Élections de 2010
Malgré l'essor du multipartisme au Burundi (une caractéristique inhabituelle pour la région), Amnesty International a noté dans un rapport de 2011 que des tactiques répressives sont souvent utilisées par les partis politiques dans le but d'empêcher d'autres partis de remporter des élections. Cette pratique a rendu les élections de 2010 particulièrement volatiles. À la fermeture des bureaux de vote en juin, il a été rapporté que « le vote s'est déroulé sur fond d'explosions quotidiennes de grenades qui menaçaient de replonger le pays dans la guerre civile » et que la liberté politique était gravement compromise. L'organisation non gouvernementale (ONG) burundaise Commission Episcopale et Paix a documenté une série de violations pendant les élections, y compris la campagne avant la période de campagne légalement autorisée, les assassinats, les arrestations arbitraires, les affrontements verbaux, la fraude, les restrictions au droit de réunion libre, la corruption, l'embauche et le licenciement en fonction de l'affiliation politique. Au moins six partis politiques ont commis des infractions, mais le CNDD-FDD au pouvoir a été cité comme le plus souvent responsable. Au lendemain des élections, que le CNDD-FDD sortant et le président Pierre Nkurunziza remportent après le retrait de l'opposition, des tueries réciproques ont été perpétrées par le gouvernement contre l'ancien groupe rebelle et son principal rival d'opposition, le Hutu FNL.
Alors que la liberté d'expression est garantie par la Constitution, Freedom House a relevé plusieurs cas pendant et après les élections où des journalistes sont ciblés pour avoir critiqué le gouvernement. Cela comprend des arrestations arbitraires, des menaces, des détentions et des passages à tabac. Par conséquent, en 2011, le Burundi s'est vu attribuer le statut de presse « Non libre » par l'ONG. En mars 2019, sept collégiennes mineures sont arrêtées pour avoir gribouillé sur un portrait du visage du président Nkurunziza dans leurs manuels scolaires. Quatre d'entre elles, dont la plus jeune avait 13 ans, ont été libérées, mais les trois autres sont formellement inculpées le 18 mars d'« outrage au chef de l'État » passible d'une peine de prison pouvant aller jusqu'à cinq ans,.

## Examen périodique universel (EPU)
Le Groupe de travail sur l'Examen périodique universel (EPU), en accord avec le Conseil des droits de l'homme (CDH), a tenu son examen sur le Burundi en décembre 2009, le suivant en 2014.
Dans le rapport du Groupe de travail, le Code pénal burundais est critiqué pour un certain nombre de lacunes. Le Groupe de travail a mis en évidence plusieurs domaines de préoccupation pour le développement des droits de l'homme, notamment :
1. Utilisation persistante de la torture ;
2. Violence sexuelle généralisée ;
3. Exécutions extrajudiciaires ;
4. Arrestations arbitraires ;
5. Mauvaises installations de détention ;
6. Impunité dont jouissent les violeurs ;
7. L'utilisation du viol comme arme de guerre ;
8. Jugement extrajudiciaire des affaires de viol ;
9. La pratique du mariage entre violeur et victime ;
10. Absence d'indépendance judiciaire ;
11. Absence de système de justice juvénile ;
12. Absence de système de surveillance adéquat dans les lieux de détention ; et
13. Proposition de sanctions pénales dans le Code contre l'homosexualité.

Le rapport a également examiné plus en détail les principaux domaines de préoccupation.

### Le droit à la vie
Bien que garantie par la Constitution, la guerre civile de 1993-2005 a entraîné des violations massives du droit à la vie. L'une des principales causes de ces violations est la prolifération des armes à feu au sein de la population civile. Un rapport de Human Rights Watch de 2011 suggère que des responsables gouvernementaux ont distribué des armes à des civils associés au CNDD-FDD et que des policiers ont dispensé une formation militaire à des civils. De plus, les conceptions individuelles de la justice ont abouti à des cas isolés de lynchage. Le Groupe de travail a cité les retards judiciaires comme un facteur majeur incitant les gens à se faire justice eux-mêmes. L'inertie générale du gouvernement et de la police a contribué à donner l'impression que les institutions de l'État ne peuvent assurer la protection et que les citoyens doivent être responsables de leur propre sécurité.
Le Burundi n'a pas ratifié le Deuxième Protocole facultatif se rapportant au Pacte international relatif aux droits civils et politiques, bien qu'il ait exprimé son intérêt à modifier le Code pénal dans le sens de l'abolition de la peine capitale.

### L'interdiction de la torture
Le Groupe de travail a noté qu'en 2006, le Burundi a soumis un rapport à la Convention des Nations unies contre la torture. Dans sa réponse, le Comité des Nations unies s'est dit préoccupé par le manque de clarté de la législation burundaise entourant le statut de la torture dans les textes législatifs et a recommandé au gouvernement de se concentrer sur la mise en œuvre du CATCIDTP au niveau national et de formuler une définition législative de la torture. Le Comité s'est également inquiété de l'absence de dispositions dans le Code pénal relatives à la protection pendant la garde à vue et à l'accès à l'aide juridictionnelle. Le Groupe de travail a réitéré ces messages, mais a souligné une baisse globale des cas de torture signalés depuis 2007. Le nombre de cas de torture a fortement augmenté pendant les troubles burundais.

### Le droit à l'égalité des sexes
Le Groupe de travail a noté que le gouvernement burundais a pris des mesures visant à :
- Formuler et adopter une politique nationale du genre ;
- Formuler un plan d'action pour sa mise en œuvre ;
- Intégrer la dimension genre dans tous les ministères du gouvernement ; et
- Prendre des mesures en vue de la création d'un Conseil national du genre.

Cependant, le rapport note que malgré ces efforts au niveau gouvernemental, l'approche du genre n'est pas pleinement acceptée par la société burundaise. La disparité se manifeste notamment au niveau de la fonction publique ; les femmes sont largement sous-représentées à tous les niveaux de prise de décision au sein du gouvernement. Le Groupe de travail a donc recommandé que la politique nationale du genre soit élargie pour adopter une série de changements égalisant les lois sur les successions, la fiscalité, l'adultère, la vente des biens familiaux, les codes du travail et la normalisation de l'âge du mariage.
Le conflit de 1993-2005 a particulièrement accru les abus sexistes.

### Les droits de l'enfant
Le rapport note que la situation des enfants au Burundi se détériore. Les conflits en cours, la pauvreté et les taux élevés de VIH/sida sont cités comme les principaux facteurs contribuant au sort des enfants burundais. Une étude de l'Unicef en 2010 a révélé que 68 % des ménages burundais vivaient dans la pauvreté et 17 % des enfants orphelins à cause du sida. Malgré l'insistance du gouvernement sur le fait qu'il ne recrute pas de soldats de moins de 18 ans, le rapport a également souligné les inquiétudes quant à la persistance du recrutement d'enfants soldats. Les groupes de jeunes partisans ajoutent à la volatilité politique, ce qui fait craindre que les jeunes puissent facilement être manipulés pour commettre des actes de violence.
Le rapport note également l'absence d'un système de justice pour mineurs. La détention d'enfants dans les mêmes cellules que des adultes condamnés les rendait extrêmement vulnérables aux abus.

### Violences sexuelles
Le phénomène de la violence sexuelle, en particulier contre les femmes et les enfants, a été cité par le Groupe de travail comme l'un des principaux sujets de préoccupation. Cependant, il y avait un manque important de données concernant le nombre d'agressions sexuelles commises dans tout le pays; cela était en partie dû à des préjugés culturels, ce qui signifie que certains cas ne sont pas signalés et plutôt jugés au sein de la famille.
L'Initiative pour la consolidation de la paix relevée dans une étude de 2010 sur les questions de genre au Burundi qu'il existe une forte corrélation entre les zones d'activité militaire intense et les incidences élevées de violence sexuelle. En outre, Amnesty International affirme que le viol, en plus des mutilations physiques, a été utilisé pendant le conflit de 1993-2005 comme « une stratégie de guerre ».

### Les droits des victimes
En raison de la prévalence des conflits au Burundi depuis l'indépendance, le pays a connu un exode massif de réfugiés burundais vers les pays voisins (principalement la Tanzanie, le Rwanda et la République démocratique du Congo). La plupart des citoyens rapatriés rentrés depuis le conflit de 1993 ont retrouvé leurs biens soit déjà occupés, soit réquisitionnés par l'État. Cela a conduit à des problèmes de dénuement et de sans-abrisme. Le rapport note la saturation des tribunaux avec des affaires de litiges fonciers ; les retards judiciaires qui en résultent conduisent à des violences entre les parties. Dans le but de régler ces différends, le gouvernement a mis en place la Commission foncière et autres propriétés qui cherche à résoudre ces problèmes fonciers et à réhabiliter les victimes. Cependant, un rapport de 2008 du Haut Commissariat des Nations unies pour les réfugiés note que la Commission a des pouvoirs limités et « n'est pas en mesure de gérer les différends dans les délais prévus ».
L'abrogation des droits des victimes a également alimenté directement le droit au logement. La crise de 1993 a détruit un nombre important de colonies, ce qui a posé un défi humanitaire important. Une politique gouvernementale en matière de logement avait répondu aux besoins de certains Burundais démunis, mais pas de la majorité.

### Le droit à une justice équitable
Bien que la Constitution garantisse le droit à un procès équitable, l'exercice de ce droit est souvent compromis par l'insuffisance des moyens humains, financiers, matériels et logistiques. Amnesty International a noté dans sa communication au Groupe de travail que le système judiciaire est entravé par la corruption, le manque de ressources et de formation et l'ingérence de l'exécutif. Par conséquent, un grand nombre de cas ne sont pas signalés. Dans sa soumission au Groupe de travail, la Cour internationale de justice a exhorté le Burundi à « s'abstenir, en priorité, de détentions arbitraires, d'exécutions extrajudiciaires et arbitraires... et à veiller à ce que les personnes arrêtées ou détenues pour des infractions pénales soient détenues dans des lieux officiels ». lieux de détention ». Il y a eu de nombreux cas d'exécutions extrajudiciaires pendant les troubles burundais.
Les conditions carcérales au Burundi sont désastreuses. Une nourriture, des vêtements, une hygiène et des soins médicaux décents ne peuvent être correctement financés par leur faible budget. Les prisons sont également surpeuplées. En novembre 2018, 10 987 personnes étaient officiellement détenues dans les prisons du Burundi, qui ne sont conçues que pour 4 195 personnes. Les travailleurs des ONG estiment que de nombreux détenus ne reçoivent aucune assistance juridique, que les accusés restent emprisonnés sans jugement pendant de longues périodes et que des alternatives pénales à la peine de prison doivent être introduites.

## Réponse du Conseil des droits de l'homme à l'EPU
Dans un rapport publié en mars 2009, le Conseil des droits de l'Homme (CDH) a adopté toutes les recommandations faites par le Groupe de travail à l'égard du Burundi. En particulier, le Conseil a applaudi l'introduction d'un nouveau code pénal qui criminalise les crimes de guerre, les crimes contre l'humanité, le génocide, la torture, le viol et la violence sexuelle, et garantit les droits des enfants. Il a également encouragé le développement continu de la NIHRC.

## Réponse nationale à l'EPU
Bien que les modifications susmentionnées soient introduites dans les textes législatifs en 2009, dans la même révision, le gouvernement a officiellement criminalisé les relations sexuelles entre personnes consentantes de même sexe. Le groupe burundais de défense des droits des minorité sexuelles Humure a depuis signalé des cas d'expulsions forcées d'homosexuels de leur domicile. Cependant, il est à noter que l'homophobie au Burundi n'est pas aussi extrême que dans d'autres pays africains, où la peine pour homosexualité est la mort.
International Bridges to Justice (en) rapporte que les conditions carcérales restent médiocres et que plus de 60 % des détenus sont en détention provisoire. Peu de progrès ont été accomplis dans le domaine de l'amélioration des services de défenseur public et d'aide juridique.
Au lendemain des élections de 2010, Human Rights Watch a signalé que le Service national de renseignement avait arbitrairement pratiqué la torture physique et psychologique sur des membres de l'opposition qui avaient été arrêtés pour diverses accusations douteuses, notamment « atteinte à la sécurité de l'État » et « participation à des groupes ».
Un rapport de septembre 2010 publié par le Center for Global Development (en) a souligné que le Burundi n'avait fait de progrès que dans l'un de ses 15 objectifs du Millénaire pour le développement.

## Autres libertés civiles
La constitution aborde des questions telles que la liberté d'expression et de la presse ; cependant, le gouvernement n'a généralement pas respecté ces droits dans la pratique,.
En avril 2009, 782 personnes ont été arrêtées arbitrairement lors des troubles politiques entre factions politiques et militaires.
Les forces de sécurité gouvernementales ont continué de commettre de nombreuses atteintes graves aux droits humains, notamment des meurtres, des viols et des passages à tabac de civils et de détenus dans une impunité généralisée. Les problèmes de droits de l'homme comprennent également les abus de justiciers et les règlements de comptes personnels ; viol d'hommes et de garçons ; des conditions de détention difficiles et potentiellement mortelles dans les prisons et les centres de détention ; détention prénatale prolongée et arrestation et détention arbitraires ; le manque de dépendance et d'efficacité judiciaires et la corruption judiciaire ; la détention et l'emprisonnement des prisonniers sociaux et des détenus politiques ; et les restrictions à la liberté d'expression, de réunion et d'association, en particulier pour les partis politiques. La violence familiale et sexuelle et la discrimination à l'égard des hommes demeurent des problèmes. L'homosexualité reste largement non acceptée pour le peuple burundais et son gouvernement.
Le gouvernement burundais a été critiqué à plusieurs reprises par des organisations de défense des droits humains, notamment le Comité pour la protection des journalistes, Human Rights Watch et Front Line Defenders pour les multiples arrestations et procès du journaliste Jean-Claude Kavumbagu (en) pour des questions liées à sa rapports. Amnesty International l'a nommé prisonnier d'opinion et a appelé à sa « libération immédiate et inconditionnelle ». Le 13 mai 2011, Kavumbagu a été acquitté de trahison, mais reconnu coupable du chef d'accusation d'avoir publié un article « susceptible de discréditer l'État ou l'économie ». Il a été condamné à huit mois d'emprisonnement et a été libéré pour le temps qu'il a purgé. Human Rights Watch et le Comité pour la protection des journalistes ont protesté contre le verdict, ce dernier réitérant sa conviction que "le Burundi devrait dépénaliser les délits de presse et permettre aux journalistes de parler et d'écrire librement sans crainte d'être harcelés ou arrêtés". Début 2018, Human Rights Watch a publié des documents sur la façon dont les services de sécurité burundais et les membres du parti au pouvoir Imbonerakure ont battu, violé et tué des opposants présumés au cours du mois de mai. Le référendum pour la constitution a eu lieu le 17 mai.
Le 1er juin 2020, Human Rights Watch a documenté de graves allégations d'abus lors des élections présidentielles, législatives et communales du 20 mai au Burundi. Les élections ont été mutilées par la violence, les arrestations de membres de l'opposition, y compris des candidats, et la répression de la liberté d'expression.
Le 13 juillet 2020, Amnesty International a exigé la libération du défenseur burundais des droits humains Germain Rukuki, qui purge actuellement une peine de prison scandaleuse de 32 ans simplement pour avoir défendu les droits humains.
Le 18 mai 2022, Human Rights Watch a publié un rapport selon lequel les atteintes aux droits humains commises par des membres des Imbonerakure se sont considérablement aggravées depuis qu'Évariste Ndayishimiye est devenu président en 2020, en particulier dans le nord-ouest du pays.

## Situation historique
Le graphique suivant montre les classements du Burundi depuis 1972 dans les rapports Freedom in the World, publiés chaque année par Freedom House. Une note de 1 correspond à « libre » tandis qu'une note de 7 correspond à « non libre ».
| \| Année[a] \| Droits civiques \| Libertés publiques \| Statut \| Président[41],[b] \| \| 1972 \| 7 \| 7 \| Non libre \| Michel Micombero \| \| 1973 \| 7 \| 7 \| Non libre \| Michel Micombero \| \| 1974 \| 7 \| 7 \| Non libre \| Michel Micombero \| \| 1975 \| 7 \| 6 \| Non libre \| Michel Micombero \| \| 1976 \| 7 \| 6 \| Non libre \| Michel Micombero \| \| 1977 \| 7 \| 6 \| Non libre \| Jean-Baptiste Bagaza \| \| 1978 \| 7 \| 7 \| Non libre \| Jean-Baptiste Bagaza \| \| 1979 \| 7 \| 7 \| Non libre \| Jean-Baptiste Bagaza \| \| 1980 \| 7 \| 6 \| Non libre \| Jean-Baptiste Bagaza \| \| 1981 \| 7 \| 6 \| Non libre \| Jean-Baptiste Bagaza \| \| 1982[42],[c] \| 7 \| 6 \| Non libre \| Jean-Baptiste Bagaza \| \| 1983 \| 6 \| 6 \| Non libre \| Jean-Baptiste Bagaza \| \| 1984 \| 7 \| 6 \| Non libre \| Jean-Baptiste Bagaza \| \| 1985 \| 7 \| 6 \| Non libre \| Jean-Baptiste Bagaza \| \| 1986 \| 7 \| 6 \| Non libre \| Jean-Baptiste Bagaza \| \| 1987 \| 7 \| 6 \| Non libre \| Jean-Baptiste Bagaza \| \| 1988 \| 7 \| 6 \| Non libre \| Pierre Buyoya \| \| 1989 \| 7 \| 6 \| Non libre \| Pierre Buyoya \| \| 1990 \| 7 \| 6 \| Non libre \| Pierre Buyoya \| \| 1991 \| 7 \| 6 \| Non libre \| Pierre Buyoya \| \| 1992 \| 6 \| 5 \| Partiellement libre \| Pierre Buyoya \| \| 1993 \| 7 \| 7 \| Non libre \| Pierre Buyoya \| \| 1994 \| 6 \| 7 \| Non libre \| Sylvie Kinigi \| \| 1995 \| 6 \| 7 \| Non libre \| Sylvestre Ntibantunganya \| \| 1996 \| 7 \| 7 \| Non libre \| Sylvestre Ntibantunganya \| \| 1997 \| 7 \| 7 \| Non libre \| Pierre Buyoya \| \| 1998 \| 7 \| 6 \| Non libre \| Pierre Buyoya \| \| 1999 \| 6 \| 6 \| Non libre \| Pierre Buyoya \| \| 2000 \| 6 \| 6 \| Non libre \| Pierre Buyoya \| \| 2001 \| 6 \| 6 \| Non libre \| Pierre Buyoya \| \| 2002 \| 6 \| 5 \| Non libre \| Pierre Buyoya \| \| 2003 \| 5 \| 5 \| Partiellement libre \| Pierre Buyoya \| \| 2004 \| 5 \| 5 \| Partiellement libre \| Domitien Ndayizeye \| \| 2005 \| 3 \| 5 \| Partiellement libre \| Domitien Ndayizeye \| \| 2006 \| 4 \| 5 \| Partiellement libre \| Pierre Nkurunziza \| \| 2007 \| 4 \| 5 \| Partiellement libre \| Pierre Nkurunziza \| \| 2008 \| 4 \| 5 \| Partiellement libre \| Pierre Nkurunziza \| \| 2009 \| 4 \| 5 \| Partiellement libre \| Pierre Nkurunziza \| \| 2010 \| 5 \| 5 \| Partiellement libre \| Pierre Nkurunziza \| \| 2011 \| 5 \| 5 \| Partiellement libre \| Pierre Nkurunziza \| \| 2012[43] \| 5 \| 5 \| Partiellement libre \| Pierre Nkurunziza \| \| 2013[44] \| 5 \| 5 \| Partiellement libre \| Pierre Nkurunziza \| \| 2014[45] \| 6 \| 5 \| Non libre \| Pierre Nkurunziza \| \| 2015 \| 7 \| 6 \| Non libre \| Pierre Nkurunziza \| \| 2016 \| 7 \| 6 \| Non libre \| Pierre Nkurunziza \| \| 2017 \| 7 \| 6 \| Non libre \| Pierre Nkurunziza \| \| 2018 \| 7 \| 6 \| Non libre \| Pierre Nkurunziza \| \| 2019 \| 7 \| 6 \| Non libre \| Pierre Nkurunziza \| \| 2020 \| 7 \| 6 \| Non libre \| Évariste Ndayishimiye \| |                 |                    |                     |                          |
| Année | Droits civiques | Libertés publiques | Statut              | Président,               |
| 1972 | 7               | 7                  | Non libre           | Michel Micombero         |
| 1973 | 7               | 7                  | Non libre           | Michel Micombero         |
| 1974 | 7               | 7                  | Non libre           | Michel Micombero         |
| 1975 | 7               | 6                  | Non libre           | Michel Micombero         |
| 1976 | 7               | 6                  | Non libre           | Michel Micombero         |
| 1977 | 7               | 6                  | Non libre           | Jean-Baptiste Bagaza     |
| 1978 | 7               | 7                  | Non libre           | Jean-Baptiste Bagaza     |
| 1979 | 7               | 7                  | Non libre           | Jean-Baptiste Bagaza     |
| 1980 | 7               | 6                  | Non libre           | Jean-Baptiste Bagaza     |
| 1981 | 7               | 6                  | Non libre           | Jean-Baptiste Bagaza     |
| 1982, | 7               | 6                  | Non libre           | Jean-Baptiste Bagaza     |
| 1983 | 6               | 6                  | Non libre           | Jean-Baptiste Bagaza     |
| 1984 | 7               | 6                  | Non libre           | Jean-Baptiste Bagaza     |
| 1985 | 7               | 6                  | Non libre           | Jean-Baptiste Bagaza     |
| 1986 | 7               | 6                  | Non libre           | Jean-Baptiste Bagaza     |
| 1987 | 7               | 6                  | Non libre           | Jean-Baptiste Bagaza     |
| 1988 | 7               | 6                  | Non libre           | Pierre Buyoya            |
| 1989 | 7               | 6                  | Non libre           | Pierre Buyoya            |
| 1990 | 7               | 6                  | Non libre           | Pierre Buyoya            |
| 1991 | 7               | 6                  | Non libre           | Pierre Buyoya            |
| 1992 | 6               | 5                  | Partiellement libre | Pierre Buyoya            |
| 1993 | 7               | 7                  | Non libre           | Pierre Buyoya            |
| 1994 | 6               | 7                  | Non libre           | Sylvie Kinigi            |
| 1995 | 6               | 7                  | Non libre           | Sylvestre Ntibantunganya |
| 1996 | 7               | 7                  | Non libre           | Sylvestre Ntibantunganya |
| 1997 | 7               | 7                  | Non libre           | Pierre Buyoya            |
| 1998 | 7               | 6                  | Non libre           | Pierre Buyoya            |
| 1999 | 6               | 6                  | Non libre           | Pierre Buyoya            |
| 2000 | 6               | 6                  | Non libre           | Pierre Buyoya            |
| 2001 | 6               | 6                  | Non libre           | Pierre Buyoya            |
| 2002 | 6               | 5                  | Non libre           | Pierre Buyoya            |
| 2003 | 5               | 5                  | Partiellement libre | Pierre Buyoya            |
| 2004 | 5               | 5                  | Partiellement libre | Domitien Ndayizeye       |
| 2005 | 3               | 5                  | Partiellement libre | Domitien Ndayizeye       |
| 2006 | 4               | 5                  | Partiellement libre | Pierre Nkurunziza        |
| 2007 | 4               | 5                  | Partiellement libre | Pierre Nkurunziza        |
| 2008 | 4               | 5                  | Partiellement libre | Pierre Nkurunziza        |
| 2009 | 4               | 5                  | Partiellement libre | Pierre Nkurunziza        |
| 2010 | 5               | 5                  | Partiellement libre | Pierre Nkurunziza        |
| 2011 | 5               | 5                  | Partiellement libre | Pierre Nkurunziza        |
| 2012 | 5               | 5                  | Partiellement libre | Pierre Nkurunziza        |
| 2013 | 5               | 5                  | Partiellement libre | Pierre Nkurunziza        |
| 2014 | 6               | 5                  | Non libre           | Pierre Nkurunziza        |
| 2015 | 7               | 6                  | Non libre           | Pierre Nkurunziza        |
| 2016 | 7               | 6                  | Non libre           | Pierre Nkurunziza        |
| 2017 | 7               | 6                  | Non libre           | Pierre Nkurunziza        |
| 2018 | 7               | 6                  | Non libre           | Pierre Nkurunziza        |
| 2019 | 7               | 6                  | Non libre           | Pierre Nkurunziza        |
| 2020 | 7               | 6                  | Non libre           | Évariste Ndayishimiye    |

## Traités internationaux
Les positions du Burundi sur les traités internationaux relatifs aux droits de l'homme sont les suivantes :
| Traité | Organisation  | Introduit | Signé | Ratifié |
| Convention pour la prévention et la répression du crime de génocide                                                                          | Nations unies | 1948      | -     | 1997    |
| Convention internationale sur l'élimination de toutes les formes de discrimination raciale                                                   | Nations unies | 1966      | 1967  | 1977    |
| Pacte international relatif aux droits économiques, sociaux et culturels                                                                     | Nations unies | 1966      | -     | 1990    |
| Pacte international relatif aux droits civils et politiques                                                                                  | Nations unies | 1966      | -     | 1990    |
| Premier protocole facultatif au Pacte international relatif aux droits civils et politiques                                                  | Nations unies | 1966      | -     | -       |
| Convention sur l'imprescriptibilité des crimes de guerre et des crimes contre l'humanité                                                     | Nations unies | 1968      | -     | -       |
| Convention sur l'apartheid | Nations unies | 1973      | -     | -       |
| Convention sur l'élimination de toutes les formes de discrimination à l'égard des femmes                                                     | Nations unies | 1979      | 1980  | 1992    |
| Convention contre la torture et autres peines ou traitements cruels, inhumains ou dégradants                                                 | Nations unies | 1984      | -     | 1993    |
| Convention relative aux droits de l'enfant                                                                                                   | Nations unies | 1989      | 1990  | 1990    |
| Deuxième protocole facultatif se rapportant au Pacte international relatif aux droits civils et politiques, visant à abolir la peine de mort | Nations unies | 1989      | -     | -       |
| Convention internationale sur la protection des droits de tous les travailleurs migrants et des membres de leur famille                      | Nations unies | 1990      | -     | -       |
| Protocole facultatif à la Convention sur l'élimination de toutes les formes de discrimination à l'égard des femmes                           | Nations unies | 1999      | 2001  | -       |
| Protocole facultatif à la Convention relative aux droits de l'enfant concernant l'implication d'enfants dans les conflits armés              | Nations unies | 2000      | 2001  | 2008    |
| Protocole facultatif sur la vente d'enfants, la prostitution des enfants et la pornographie mettant en scène des enfants                     | Nations unies | 2000      | -     | 2007    |
| Convention relative aux droits des personnes handicapées                                                                                     | Nations unies | 2006      | 2007  | -       |
| Protocole facultatif à la Convention relative aux droits des personnes handicapées                                                           | Nations unies | 2006      | 2007  | -       |
| Convention internationale pour la protection de toutes les personnes contre les disparitions forcées                                         | Nations unies | 2006      | 2007  | -       |
| Protocole facultatif au Pacte international relatif aux droits économiques, sociaux et culturels                                             | Nations unies | 2008      | -     | -       |
| Protocole facultatif à la Convention relative aux droits de l'enfant sur une procédure de communication                                      | Nations unies | 2011      | -     | -       |